# ʣ
Cette page contient des caractères spéciaux ou non latins. S’ils s’affichent mal (▯, ?, etc.), consultez la page d’aide Unicode.
Le dz, (minuscule : ʣ) est une lettre additionnelle de l’écriture latine qui a été utilisée dans l’alphabet phonétique international.

## Utilisation
Dans l’alphabet phonétique international, [ʣ] a représenté une consonne affriquée alvéolaire voisée. Le symbole est adopté en 1921 et est remplacé en 1989 par la séquence des symboles des consonnes [d] et [z] : ‹ dz ›, pouvant être liés par un tirant dans les cas ambigus : ‹ d͡z › ou ‹ d͜z ›.

## Représentations informatiques
Le dz peut être représentée avec les caractères Unicode (Alphabet phonétique international) suivants :
| formes    | représentations | chaînes de caractères | points de code | descriptions                        |
| --------- | --------------- | --------------------- | -------------- | ----------------------------------- |
| minuscule | ʣ               | ʣ                     | U+02A3         | lettre minuscule latine digramme dz |